# Nizina Południowopodlaska
Nizina Południowopodlaska (318.9) – makroregion fizycznogeograficzny Nizin Środkowopolskich, położony na południe od doliny środkowego Bugu, na wschód od doliny środkowej Wisły, na północ od Wyżyny Lubelskiej i na zachód od Polesia Zachodniego. Teren w północnej części jest lekko falisty, z ostańcami moren, ozów i kemów związanych z zasięgiem zlodowacenia warciańskiego (według poprzedniej terminologii – stadiału Warty zlodowacenia środkowopolskiego). Południową część regionu przecina Pradolina Wieprza. Wyniosłość do 223 m n.p.m. na północ od Kałuszyna. 
W części północnej nizina obejmuje mezoregiony:
- Podlaski Przełom Bugu
- Wysoczyzna Siedlecka
- Obniżenie Węgrowskie
- Wysoczyzna Kałuszyńska
- Wysoczyzna Żelechowska

Część południowa jest równinna, zbudowana głównie z gliny zlodowacenia odrzańskiego (stadiału maksymalnego zlodowacenia środkowopolskiego). Składa się z mezoregionów:
- Równina Łukowska
- Pradolina Wieprza
- Wysoczyzna Lubartowska

Główne miasta leżące na Nizinie Południowopodlaskiej to: Siedlce, Biała Podlaska (północna część), Mińsk Mazowiecki, Łuków, Sokołów Podlaski, Radzyń Podlaski i Lubartów.